# Star Trek Enterprise II: Der Anfang vom Ende
Star Trek Enterprise II: Der Anfang vom Ende ist ein Stop-Motion-Animationsfilm von Jürgen Kaiser.

## Handlung
Nach dem ersten Teil Star Trek Enterprise: Der Zeitspiegel kehrt die Crew der Enterprise unter Captain Jonathan Archer in eine Realität zurück, die nicht auf der ihnen bekannten Zeitlinie verläuft. In Der Anfang vom Ende kämpfen die Spezies der zukünftigen Föderation gegen eine kybernetische Lebensform, die alles organische Leben vernichten will. Eine zerstörerische Kraft greift das Universum an. Der Feind ist stark und verfolgt sein Ziel auf nicht ersichtliche Weise. Die Crew mit Trip und T’Pol erhält Hilfe aus der Zukunft. Eine bisher unbekannte Art der Kommunikation ermöglicht eine Verbindung durch Raum, Zeit und Vertrauensbarrieren.

## Produktion und Veröffentlichung
Die „Darsteller“ sind 16 Zentimeter große Actionfiguren, die Kulissen sind selbst gebastelt. Acht Jahre lang wurde an dem Projekt Star Trek Enterprise II: Der Anfang vom Ende gearbeitet. Erstellt wurde der Film mit Stop-Motion-Technik und Computeranimationen.
Am 14. Mai 2016 wurde der Film auf der FedCon 25 („Federation Convention“) in Bonn vorgestellt, eine deutsche Convention zu den Themen Science-Fiction, Fantasy und Mystery. Am 3. Juni 2016 wurde er im Schweinfurter Weltbio-Kino-Center gezeigt.
Am 2. Januar 2017 wurde der Film auf Tele 5 im Free-TV ausgestrahlt.

## Kritiken
Der Film erhielt überwiegend positive Kritiken und erreichte bei der IMDb eine durchschnittliche Wertung von 7,7/10 (Stand: Januar 2020).

„Beeindruckender Fanfilm aus Deutschland.“

„Star Trek kommt jetzt aus Schweinfurt
Hollywood? Schweinfurt ist das neue Ding! Dort haben Jürgen Kaiser und sein Team einen Star Trek-Fanfilm gedreht - einen krass guten. Eine Stunde Arbeit für eine Sekunde Film? Kommt dann schon mal vor. Das ist echte Trekker-Love.“

„Star Trek kommt jetzt aus Schweinfurt
Acht Jahre Arbeit für die Enterprise
Mammutprojekt eines Autodidakten: Jürgen Kaiser hat in mühevoller Kleinarbeit einen eigenen "Raumschiff Enterprise"-Film in Stop-Motion produziert.“

## Auszeichnungen
- Camgaroo Award 2016 Sonderpreis Tele5